# Баррі Н. Молзберґ
Баррі Натаніель Молзберґ (англ. Barry Nathaniel Malzberg; 24 липня 1939, Нью-Йорк — 19 грудня 2024, Саддл-Рівер, Нью-Джерсі) — американський письменник і редактор, переважно відомий творами наукової фантастики та фентезі.

## Життєпис
Молзберґ походив з єврейської родини. 1960 року він закінчив Сіракузький університет. У 1961—1962 та 1963—1964 роках він працював слідчим у Департаменті соціального забезпечення міста Нью-Йорк. 1963 року він працював агентом з відшкодування в Департаменті психічного здоров'я штату Нью-Йорк. Ноступного року він одружився з Джойс Зельнік.
Молзберґ спочатку прагнув утвердитися як драматург, а також як прозаїк. У 1964 році він повернувся до Університету Сіракуз для аспірантури з творчого письма. Незважаючи на те, що він був нагороджений стипендією Фонду Шуберта для драматургії (1964—1965) і стипендією Корнелії Ворд для творчого письма (1965), він не зміг продати свою роботу жодному з літературних журналів того часу. Вирішивши не бути «неопублікованим доцентом англійської мови», 1965 року він залишив програму, щоб продовжити кар'єру вільного письменника та агента Літературної агенції Скотта Мередіта (SMLA). Молзберґ з перервами продовжував працювати з SMLA протягом наступних кількох десятиліть, будучи одним з її останніх керівників.
Його першим опублікованим оповіданням було під псевдонімом «Натан Герберт».«Ліжко» вийшло у чоловічому журналі Wildcat. Його перше науково-фантастичне оповідання («Ми йдемо крізь вікно») було опубліковано в серпневому випуску Galaxy за 1967 рік. Молзберґ часто перепрофільовував існуючі історії для своїх продажів наукової фантастики. Вперше він досяг комерційного та критичного успіху 1968 року публікацією своєї сюрреалістичної повісті «Остання війна» в Фентезі & Сайнс фікшн під іменем «К. М. О'Доннелл».
Під псевдонімом «Мел Джонсон» він писав еротичні романи, але з 1968 року писав еротичні романи під своїм іменем для видавництва Моріса Жиродья Olympia Press. Наприкінці 1960-х років багато його наукових оповідань і романів були опубліковані під псевдонімом «К. М. О'Доннелл», що походить від прізвищ Генрі Катнера, К. Л. Мура та їхнього спільного псевдоніма «Лоуренс О'Доннелл».
На початку 1968 року він був редактором чоловічого журналу Escapade. У другій половині 1968 року він редагував журнали наукової фантастики та фентезі Amazing Stories і Fantastic. 1969 року він був редактором Бюлетеня письменників-фантастів Америки, поки його не попросили піти у відставку через критичну редакційну статтю, яку він написав про космічну програму НАСА.
Стиль письма Молзберґа є характерним, він часто використовує довгі складні речення з кількома комами. Більшість його науково-фантастичних книг — це короткі розповіді в теперішньому часі, присвячені виключно свідомості одного одержимого героя. Його теми, зокрема в романах «Далі „Аполлона“» (1972) і «Падіння астронавтів» (1971) про американську програму дослідження космосу, включають дегуманізацію наслідків бюрократії та технологій. Його трактування цих тем іноді демонструє велику схожість з Францем Кафкою, супроводжуване ненадійними техніками оповідача. У таких романах, як «Галактики» (1975) і «Світ Геровіта» (1973), щоб піддати героїчні умовності та літературні обмеження космічної опери різкій сатирі, Молзберґ використовує прийоми метафікції.
Молзберґ редагував такі антології, як Final Stage (разом з Едвардом Л. Ферманом), а також декілька у співпраці з Біллом Пронзіні та іншими. В інтерв'ю та спогадах він докладно розповідає, скільки його романів було написано протягом тижнів або навіть днів: наприклад, на початку 1973 року йому доручили написати цикл романів «Самотній вовк», десять з яких він завершив до жовтня. 1973. Крім фантастичної фантастики, він був плідним письменником кримінальної літератури та інших жанрів під власним іменем, як О'Доннелл, і як Майк Беррі та під іншими псевдонімами. Він також часто писав у співпраці з Пронзіні, Кеті Коджею та іншими. Він написав роман до фільму режисера Сола Басса «Фаза IV» 1974 року. Наприкінці 1975 року він зробив численні публічні заяви про те, що відходить від наукової фантастики.
Відданий класичній музиці, він також є скрипалем і виконав прем'єру твору Сухариткула Сомтова. Молзберґ був кілька разів номінований на премію Г'юго та отримав премію «Локус» за збірку історичних і критичних есе «Двигуни ночі» (1982).
Роботи Молзберґа отримали високу оцінку критиків, а прихильники жорсткої наукової фантастики критикували за песимістичний, антикемпбеллівський тон. Антиутопічні та метафіктивні елементи творчості Молзберґа призвели до пародії Пола Ді Філіппо, чиє перше опубліковане оповідання «Зниження очікувань» було пародією на Молзберґа. 1973 року Теодор Стерджен сказав про Молзберґа: «Я з нетерпінням чекаю на його статті, радісно хапаю їх, коли бачу, і він ніколи мене не підводив».
Протягом багатьох років Молзберґ співпрацював із другом і колегою-фантастом Майком Резником над серією з понад 50 колонок із порадами для письменників у щоквартальному журналі SFWA Bulletin Асоціації авторів наукової фантастики та фентезі Америки. Вони були зібрані як «Бізнес наукової фантастики».
Молзберґ був постійним автором бюлетеня SFWA, виданого Асоціацією авторів наукової фантастики та фентезі Америки. У 2013 році статті, які він написав для «Бюлетеня» з Майком Резником, викликали полеміку про сексизм серед членів асоціації. Аавторки рішуче заперечували проти коментарів Резника та Молзберґа, таких як посилання на «леді-редакторки» та «леді-письменниці», які були «красивими на конкурсі краси» або «нокаутом». Під час суперечки у відставку пішла редакторка бюлетеня Жан Рабе.
Він багато років живе в Тінеку, штат Нью-Джерсі.